# Born a King
Born a King – pięćdziesiąty drugi album studyjny Sizzli, jamajskiego wykonawcy muzyki reggae i dancehall.
Płyta ukazała się 6 maja 2014 roku nakładem australijskiej wytwórni Muti Music. Produkcją nagrań zajął się Jake Dominic Savona, znany szerzej jako Mista Savona.

## Lista utworów
1. "Born a King"
2. "Champion Sound" feat. Errol Dunkley
3. "Blessed"
4. "Interlude"
5. "I'm Living"
6. "Set It Off"
7. "Big Man Ting"
8. "Got What It Takes"
9. "Why Does the World Cry"
10. "The Formula" feat. Vida Sunshyne
11. "Cold War"
12. "Champion Sound Remix" feat. Turbulence
13. "Give Jah Praise" feat. Alton Ellis
14. "Got What It Takes (Acoustic)"
15. "I'm Living (Acoustic)"
16. "Why Does the World Cry (Acoustic)" (bonus w wydaniu winylowym)